# Турківський район
Ту́рківський райо́н — колишній район України на південному заході Львівської області. Районний та адміністративний центр — місто районного значення Турка. Населення становить 49 403 осіб (на 1 січня 2019). Площа району 1193 км². Утворено 17 січня 1940 року в результаті поділу Турківського повіту на початку Другої світової війни. Після адміністративної реформи 2020 року територія належить до Самбірськького району, з центром у м.Самбір.

## Географія
Район розташований на південному заході області, у географічній зоні Українських Карпат з висотами 500—1400 м н.р.м. Його поверхню утворюють гірські масиви: низькі — Верхньодністровські Бескиди (у верхній течії Дністра) та Турківська Верховина, середні — Сколівські Бескиди і Верховинський Вододільний хребет, на якому неподалік від села Верхнє Гусне є найвища вершина Львівщини Бескидів — Пікуй (1408 м н. р. м.). У селі Вовче в урочищі «Старе поле» бере свій початок одна з найбільших річок України — Дністер. Найбільші річки — Дністер (тут розташовані його витоки), Стрий, Сян.

## Історія
Населення району сформувалось завдяки річкам Літмир, Яблунька (або Турка), Стрий, які послужили заселенню Турки. На їхніх берегах осідали першопрохідці племен бойків. Місто отримало назву від турів, які паслися на прибережних рівнинах. Початок заселення багатьох сіл Турківщини припадає на час існування Давньоруської держави.
У XV столітті землі Русі даруються польсько-литовським королем своїм васалам. Перша писемна згадка про Турку сягає 1431 року.
У 1538 році відбулося розмежування земель королівських від панських. Перебуваючи в складі Руського воєводства, землі Турківщини були поділені між власністю короля і окремо шляхти.
Тоді ж відбулося прокладання через гори «Тесаної дороги» по давньому руському путі.
Будівництво церков та надання парафій послужило закладанню нових сіл на королівських землях. Королівські землі належали до Самбірської економії та об'єднувались у країни: Волосянську, Гвоздецьке, Ільницьку, Либохірську, Розлуцьку. 19 сіл, в тому числі Турка, були приватними (власністю шляхти). Щоб захистити край від нападів, на русько-угорському пограниччі засновано 1674 року регулярну оборону кордонів з комендатурою в Турці.
У 1730 році Турка стає містом і отримує магдебурзьке право. Розвивається торгівля, ремесла, формується центр міста з ратушею і замком. До складу міста входять: Старе село, Слобода, Середня Турка, Горішня Турка. В 1772 році Турківщина, як і вся Галичина, входить до Австро-Угорської імперії.
У Турці ліквідовується уряд воєвод і старост, залишено тільки суддів, які попередньо мусили присягнути австрійській короні. В 1781 році створюється патрімональне начальство, або домінія. В Турківському районі тоді було 16 доміній.
Вся Галичина була розділені на 18 «циркулів», а ті підпорядковувалися мандаторіям. Весь тягар державної влади фактично лежав на мандаторіальних урядниках. Мандаторій становив першу державну інстанцію, другою був начальник циркуля, а третьою — губернатор у Львові, який підлягав безпосередньо цісареві.
У 1848 році Турківський повіт займає територію від Тершова на півночі до Івашківців на півдні, від Головського на сході до Дидьової на заході.
Третиною площі земель володіли 4 панські родини. Обрання першої повітової Руської Ради відбулося в 1848 році. В 1865 році влада разом з актами державного районного уряду перейшла до канцелярій. Трохи пізніше утворилися староства.
До 1867 року Турка складалась з кількох окремих сільських громад — ґмін. Кожна з них керувалася війтом і присяжними, асесорами і радою, мала свою ґмінну печатку.
У 1880 році в Турці було 656 будинків, 4634 жителів у ґміні.
У 1884 році в Турківському повіті було 24 однокласні школи, 5 кузень, одна цегельня, 5 парових тартаків, 5 водних тартаків. На той час Турківський повіт нараховув 72 ґміни.
У 1903 році було відкрито в Турці кредитну касу, а ще через два роки — лікарню.
У 1904 році була збудована залізниця, яка з'єднала Турку зі Львовом і Закарпаттям.
На початку XX століття в Турці проживало понад 6 тисяч чоловік. У самому повіті (1905 р.) було 2 сільськогосподарські та 125 промислових підприємств, на яких працювало 607 робітників. Діяло також 69 водяних млинів, 7 млинів з тартками, 9 каменоломень, 2 цегельні, 4 водяні тартаки, 8 парових тартаків і фабрика газованої води.
Навесні 1919 року Західна Україна була захоплена Польщею. На Турківщині тривала активна визвольна боротьба. В 1931 році в Турці відбулася демонстрація безробітних усього повіту, на яку вийшло 2 тисячі чоловік.
У 1931 році в м. Турці було 1324 будинки. В повіті проживало 114 457 чоловік. Сільське населення мешкало в 17 475 будинках.
У 1938 році в Турці було понад 10 тисяч мешканців.
У 1940 році територія Турківського повіту була поділена на Боринський, Стрілківський і Турківський райони.
До Боринського району входило 24 сільські ради, до Турківського — 25. Проіснував Боринський район до 1959 року. В 1959 році обидва райони були об'єднані.
У грудні 1962 року Турківський і Старосамбірський райони об'єднані з центром в місті Старий Самбір.
У 1965 році знову був утворений Турківський район.
1 грудня 1991 року 99,6 % населення Турківщини віддало свої голоси за незалежність України.

## Адміністративний устрій
Адміністративно-територіально район поділяється на 1 міську раду, 1 селищну раду та 31 сільська рада, які об'єднують 67 населених пунктів і підпорядковані Турківській районній раді. Адміністративний центр — місто Турка.
- Центр району: місто Турка
- Боринська селищна рада (смт Бориня)
- Бітлянська сільська рада (Бітля, Сигловате)
- Боберківська сільська рада (Боберка, Дністрик-Дубовий)
- Верхненська сільська рада (Верхнє, Нижнє, Яворів)
- Верхньовисоцька сільська рада (Верхнє Висоцьке)
- Верхньогусненська сільська рада (Верхнє Гусне, Нижнє Гусне)
- Верхньояблунська сільська рада (Верхня Яблунька)
- Вовченська сільська рада (Вовче)
- Головська сільська рада (Головське, Зубриця, Кринтята)
- Завадівська сільська рада (Завадівка, Лосинець, Мельничне, Ясенка-Стецьова)
- Ільницька сільська рада (Ільник, Закіпці, Ліктів, Радич)
- Ісаївська сільська рада (Ісаї)
- Карпатська сільська рада (Карпатське)
- Комарницька сільська рада (Комарники, Буковинка, Закичера, Зворець)
- Красненська сільська рада (Красне)
- Кривківська сільська рада (Кривка, Івашківці)
- Ластівківська сільська рада (Ластівка, Коритище, Свидник)
- Либохорська сільська рада (Либохора)
- Лімнянська сільська рада (Лімна, Бережок, Жукотин)
- Мохнатська сільська рада (Мохнате, Матків)
- Нижньовисоцька сільська рада (Нижнє Висоцьке, Заріччя, Ропавське, Штуковець, Яблунів)
- Нижньотурівська сільська рада (Нижній Турів, Верхній Турів)
- Нижньояблунська сільська рада (Нижня Яблунька)
- Присліпська сільська рада (Присліп)
- Риківська сільська рада (Риків, Багнувате, Межигір'я)
- Розлуцька сільська рада (Розлуч)
- Сянківська сільська рада (Сянки, Біньова)
- Хащівська сільська рада (Хащів, Лопушанка)
- Шандровецька сільська рада (Шандровець)
- Шум'яцька сільська рада (Шум'яч)
- Ясеницька сільська рада (Ясениця, Кіндратів)
- Явірська сільська рада (Явора, Мала Волосянка, Стоділка)

## Населення
Розподіл населення за віком та статтю (2001):
| Стать | Всього | До 15 років | 15-24 | 25-44 | 45-64 | 65-85 | Понад 85 |
| --- | ------ | ----------- | ----- | ----- | ----- | ----- | -------- |
| Чоловіки | 27 158 | 6487        | 4667  | 8142  | 4820  | 2963  | 79       |
| Жінки | 27 736 | 6298        | 4103  | 6421  | 5501  | 5133  | 280      |
| \| Статево-вікова піраміда \| Статево-вікова піраміда \| Статево-вікова піраміда \| \| ----------------------- \| ----------------------- \| ----------------------- \| \| Чоловіки \| Вік \| Жінки \| \| 79 \| 85 + \| 280 \| \| 166 \| 80-84 \| 463 \| \| 472 \| 75-79 \| 1052 \| \| 1031 \| 70-74 \| 1648 \| \| 1294 \| 65-69 \| 1970 \| \| 1255 \| 60-64 \| 1756 \| \| 950 \| 55-59 \| 1161 \| \| 1181 \| 50-54 \| 1283 \| \| 1434 \| 45-49 \| 1301 \| \| 1913 \| 40-44 \| 1520 \| \| 1893 \| 35-39 \| 1476 \| \| 2063 \| 30-34 \| 1588 \| \| 2273 \| 25-29 \| 1837 \| \| 2263 \| 20-24 \| 1945 \| \| 2404 \| 15-20 \| 2158 \| \| 2399 \| 10-14 \| 2267 \| \| 2160 \| 5-9 \| 2175 \| \| 1928 \| 0-4 \| 1856 \| |        |             |       |       |       |       |          |
| Статево-вікова піраміда |        |             |       |       |       |       |          |
| Чоловіки | Вік    | Жінки       |       |       |       |       |          |
| 79 | 85 +   | 280         |       |       |       |       |          |
| 166 | 80-84  | 463         |       |       |       |       |          |
| 472 | 75-79  | 1052        |       |       |       |       |          |
| 1031 | 70-74  | 1648        |       |       |       |       |          |
| 1294 | 65-69  | 1970        |       |       |       |       |          |
| 1255 | 60-64  | 1756        |       |       |       |       |          |
| 950 | 55-59  | 1161        |       |       |       |       |          |
| 1181 | 50-54  | 1283        |       |       |       |       |          |
| 1434 | 45-49  | 1301        |       |       |       |       |          |
| 1913 | 40-44  | 1520        |       |       |       |       |          |
| 1893 | 35-39  | 1476        |       |       |       |       |          |
| 2063 | 30-34  | 1588        |       |       |       |       |          |
| 2273 | 25-29  | 1837        |       |       |       |       |          |
| 2263 | 20-24  | 1945        |       |       |       |       |          |
| 2404 | 15-20  | 2158        |       |       |       |       |          |
| 2399 | 10-14  | 2267        |       |       |       |       |          |
| 2160 | 5-9    | 2175        |       |       |       |       |          |
| 1928 | 0-4    | 1856        |       |       |       |       |          |

## Відомі люди

### Уродженці
- Федько Василь Іванович — український поет, письменник, прозаїк, публіцист, науковець, громадський і політичний діяч, доктор філософії, лауреат Бойківського літературно-краєзнавчого конкурсу ім. Мирона Утриска і Всеукраїнської премії ім. Ірини Вільде, член Української асоціації письменників, автор гімну Бойків.
- Ігор Пукшин — колишній заступник Глави Секретаріату Президента України Віктора Ющенка.
- Савка Іван Іванович — офіцер ЗСУ,  народний депутат України 8-го скликання. Член фракції партії «Народний фронт». Безпартійний[3], кандидат наук.[4]

## Політика
25 травня 2014 року відбулися Президентські вибори України. У межах Турківського району було створено 66 виборчих дільниць. Явка на виборах складала — 76,26 % (проголосували 28 647 із 37 565 виборців). Найбільшу кількість голосів отримав Петро Порошенко — 63,06 % (18 064 виборців); Юлія Тимошенко — 16,77 % (4 805 виборців), Олег Ляшко — 8,86 % (2 537 виборців), Анатолій Гриценко — 5,08 % (1 454 виборців). Решта кандидатів набрали меншу кількість голосів. Кількість недійсних або зіпсованих бюлетенів — 0,82 %.

## Пам'ятки природи
- Витік річки Сян
- «Довбушева криниця» у с. Розлучі
- Гора Лиса (689 м)
- Франкова криниця «Під липою» у с Вовче
- Витік р. Дністра в урочищі «Старе поле» у с. Вовче, на південно-західному схилі Розлуцького хребта, на висоті 760 м.
- Гора Розлуч (933 м)
- Гора Пікуй (1408 м)
- Розбита криївка воїнів УПА в урочищі «Завалина» на горі «Ріг» у селі Вовче.
- Розбита криївка воїнів УПА в урочищі «КАРОЛЬ» села Вовче.
- Поховання вбитих 3 воїнів II світової війни в урочищі «Попова купа» с Вовче.

## Культові споруди
- Синагога (XIX ст.) — м. Турка, вул. Джерельна
- Церква Покрова Богородиці (1780 р.) — м. Турці
- Церква перенесення мощей святого Миколая (1750 р.) — м. Турка, вул. Шептицького
- Церква св. Миколая (1739 р.) у Середній Турці
- Церква Успіння Пресвятої Богородиці (1750 р.) у Горішній Турці
- Церква Різдва Пресвятої Богородиці (XV ст.—1507 р.) у с. Верхнє Висоцьке
- Церква св. архангела Михайла і дзвіниця (1663 р.) у с. Ісаї
- Церква св. архангела Михайла / Св. апостолів Петра і Павла (1871 р.) у с. Зубриця
- Церква св. Миколи / св. Івана Богослова (1886 р.) у с. Головське
- Церква св. Дмитра (1892 р.) у с. Лосинець
- Церква покрови Пресвятої Богородиці (1875 р.) у с. Лопушанка
- Церква Собору Пресвятої Богородиці (1877 р.) у с. Хащів
- Церква Собору св. Івана Хрестителя (1881 р.0 у с. Лімна
- Церква Введення в храм Пресвятої Богородиці (1680 р.) у с. Вовче (Середа)
- Церква Різдва св. Івана Хрестителя (1895 р.) у с. Присліп
- Церква і дзвіниця Собору Пресвятої Богородиці (1902 р.) у с. Мохнате
- Церква св. в.м.ч. Дмитра (1838 р.) у с. Матків
- Церква і дзвіниця Пресвятої Трійці (1903 р.) у с. Нижнє Гусне
- Церква Собору Пресвятої Богородиці і дзвіниця (1798 р.) у с. Либохора
- Церква Св. архангела Михайла (1922 р.) у с. Либохора
- Церква св. архангела Михайлоа (1921 р.) у с. Івашківці
- Церква св. Миколи і дзвіниця (1816 р.) у с. Комарники
- Церква і дзвіниця зіслання Святого Духа (1814 р.) у с. Нижнє Висоцьке
- Церква св. апостолів Петра і Павла (1870 р) у с. Нижнє
- Церква св. архангела Михайла (1772 р.) у с. Карпатське
- Церква Благовіщення Пресвятої Богородиці (1838 р.) у с. Яблунів
- Церква Собору Пресвятої Богородиці (1788 р.) у с. Верхня Яблунька
- Кам'яні церкви Успенський костьол (1778 р.) — м. Турка
- Церква Різдва Пресвятої Богородиці і дзвіниця (XVII—XVIII ст.) у с. Верхнє Висоцьке
- Церква св. Миколи (1842 р.) у с. Бітля
- Церква Преображення Господнього (1820 р.) у с. Нижня Яблунька

### Що цікавого
- Площа Ринок у м. Турці
- Народний музей «Бойківщина» у м. Турці
- Бойківські фестини.
- Еко-культурний фестиваль «День Дністра»
- Фестиваль патріотичної пісні «Стрілецька слава» поблизу сіл Яворів — Сянки біля Ужоцького перевалу.
- Західний реабілітаційний центр у с Яворів.
- Місце розстріляної Криївки в урочищі «Завалина» с Вовче.
- Кар'єр у м Турка.
- База відпочинку "У Варварича " у с Присліп.
- Вшанування операції «Вісла» у с Верхній Турів та Соколіках.

## Постаті
- Федаш Михайло Михайлович — голова районної ради.(1998—2002р).
- Стець Володимир — голова РДА (2005—2007)
- Барабаш Олег Михайлович — голова РДА (2001—2005).
- Лило Юрій Дмитрович — голова районної ради (2002—2010рр).
- Бегей Богдан Іванович — голова РДА (2007—2010р).
- Чернянський Василь Іванович — голова РДА (2010—2011р)
- Гребенюк Володимир Володимирович — голова РДА (2011—2012)
- Кінь Михайло Михайлович -голова РДА (2012—2014).
- Гакавчин Ваксиль Михайлович — голова РДА (2014).
- Дребот Василь Костянтинович — голова районної ради (2010—2015р).
- Лозюк Володимир Омелянович — голова районної ради (2015—2020р).
- Лабецький Олександр Миронович - голова РДА (2015—2018)
- Дзюдзь Михайло Семенович — депутат Львівської обласної ради;
- Ільницький Михайло Михайлович — депутат Львівської обласної ради.
- Шуптар Олег Володимирович — ТЗОВ «ТЕХНІКА ДЛЯ БІЗНЕСУ-ІНВЕСТ».
- Зубрицький Микола Іванович — Генеральна Прокуратура України.
- Роль Василь Федрович — Державне Бюро Розслідувань.
- КРУ́ПСЬКИЙ Юрій Зіновійович - проф. кафедр корис. копалин, істор. геології, екол. та інж. геології і гідрогеології Львів. ун-ту.
- Собко Іван Михайлович — депутат Львівської обласної ради.
- Будз Володимир Іванович — директор «Тернопільоблгаз».